# Wallmann’s Versicherungszeitschrift
Wallmann’s Versicherungszeitschrift war eine von Wallmann’s Verlag in Berlin publizierte deutsche Fachzeitschrift.
Wallmann’s Versicherungszeitschrift war eine der ersten Fachzeitschriften für Versicherungen. Als erste deutsche Fachzeitschrift dieser Branche gilt die 1850 gegründete Rundschau der Versicherten, herausgegeben von Ernst Albert Masius. Friedrich Wallmann gründete die Zeitschrift für Recht, Verfassung und Verwaltung der Versicherungsgesellschaften 1867 in Berlin, die er später in Preußische Versicherungszeitschrift und schließlich in Wallmann’s Versicherungszeitschrift umbenannte. Behandelt wurden darin Fragen des deutschen Versicherungswesens, Branchennachrichten, Personalien oder Berichte über Unternehmenszusammenschlüsse. Sie erschien unter diesem Namen von 1867 bis 1921. Danach ging die Zeitschrift in der Versicherungspost und dem späteren Versicherungsaußendienst auf, dem offiziellen Organ des Verbands Deutscher Generalagenten.